# Goede tijden, slechte tijden (seizoen 21)
Het eenentwintigste seizoen van Goede tijden, slechte tijden startte op 6 september 2010. Het seizoen werd elke werkdag uitgezonden op RTL 4. In november 2013 werd het volledige seizoen uitgebracht op dvd.

## Rolverdeling

### Aanvang
Het eenentwintigste seizoen telde 220 afleveringen (aflevering 4086-4305)
| Acteur               | Personage       | Afleveringen                                       |
| -------------------- | --------------- | -------------------------------------------------- |
| Jette van der Meij   | Laura Selmhorst | Hele seizoen                                       |
| Bartho Braat         | Jef Alberts     | 4086–4254 (met kleine onderbreking)                |
| Caroline De Bruijn   | Janine Elschot  | Hele seizoen                                       |
| Erik de Vogel        | Ludo Sanders    | Hele seizoen                                       |
| Lieke van Lexmond    | Charlie Fischer | Hele seizoen                                       |
| Inge Schrama         | Sjors Langeveld | Hele seizoen                                       |
| Everon Jackson Hooi  | Bing Mauricius  | 4086–4094, 4148–4305 (onderbreking i.v.m. Flexwet) |
| Marly van der Velden | Nina Sanders    | 4116–4305 (onderbreking i.v.m. Flexwet)            |
| Mark van Eeuwen      | Jack van Houten | Hele seizoen                                       |
| Ruud Feltkamp        | Noud Alberts    | Hele seizoen                                       |
| Gigi Ravelli         | Lorena Gonzalez | Hele seizoen                                       |
| Ferri Somogyi        | Rik de Jong     | Hele seizoen                                       |
| Peter Post           | Martijn Huygens | 4086–4115                                          |
| Anita Donk           | Irene Huygens   | 4086–4115                                          |
| Marjolein Keuning    | Maxime Sanders  | Hele seizoen                                       |
| Jan Kooijman         | Danny de Jong   | Hele seizoen                                       |
| Ferry Doedens        | Lucas Sanders   | Hele seizoen                                       |
| Pip Pellens          | Wiet van Houten | Hele seizoen                                       |

### Nieuwe rollen
De rollen die in de loop van het seizoen werden geïntroduceerd als belangrijke personages
| Acteur           | Personage       | Afleveringen |
| ---------------- | --------------- | ------------ |
| Robin Martens    | Rikki de Jong   | 4101–4305    |
| Raynor Arkenbout | Edwin Bouwhuis  | 4116–4305    |
| Guido Spek       | Sjoerd Bouwhuis | 4116–4305    |
| Cynthia Abma     | Bianca Bouwhuis | 4118–4305    |
| Joep Sertons     | Anton Bouwhuis  | 4119–4305    |

### Bijrollen
| Acteur               | Personage              | Afleveringen         |
| -------------------- | ---------------------- | -------------------- |
| Elly de Graaf        | Rosa Gonzalez          | Hele seizoen         |
| Robbert Wetterlund   | Rico Malm              | 4093, 4122–4147      |
| Aernout Pleket       | Roelof Stevens         | 4015, 4087–4121      |
| Edwin Rutten         | Rutger Goedhart        | 4088–4143, 4174–4175 |
| Rik Witteveen        | Sil Selmhorst          | 4101–4183, 4247–4248 |
| Juliette van Ardenne | Amber "Rosie" de Wilde | 4177–4208            |
| Joke Bruijs          | Maria de Jong          | 4192–4195            |
| Charlotte Besijn     | Barbara Fischer        | 4193–4194            |
| Mary-Lou van Steenis | Tanya Dupont           | 4247–4254, 4272–4305 |
| Ronald Top           | Frederik van Rossum    | 4256–4302            |
| Christophe Haddad    | Nick Sanders           | 4302–4305            |